# Sanctus Real
Sanctus Real est un groupe de rock chrétien évangélique américain, formé à Toledo (Ohio) en 1996. Le groupe est composé de Matt Hammitt (chant, guitare), Chris Rohman (guitare), Dan Gartley (basse), Pete Prevost (guitare) et Mark Graalman (batterie). Le groupe est surtout connu pour leurs premiers albums.
Sanctus Real est formé en 1996, et le groupe a sorti trois albums indépendants sur cinq ans. Après avoir signé avec Sparrow Records en 2002, le groupe sort son premier album, Say It Loud, à la fin de l'année. En juin 2004, il a été suivi par Fight the Tide, qui a recueilli un Dove Award en 2005, et deux singles. Le troisième album du groupe, The Face of Love, a été publié en avril 2006. Le single I'm not Alright a reçu une nomination aux GMA Dove Awards en 2007.

## Membres
Membres actuels
- Matt Hammitt – Chant
- Chris Rohman – guitare
- Pete Prevost – guitare, banjo, piano
- Dan Gartley – basse
- Mark Graalman – batterie

Membres fondateurs
- Matt Kollar – basse
- Steve Goodrum  – basse
- Michael Gee - Guitare

## Discographie
- 1998: All This Talk of Aliens – indépendant
- 1999: Message for the Masses – indépendant
- 2001: Nothing to Lose – indépendant
- 2002: Say It Loud – Sparrow
- 2004: Fight the Tide – Sparrow
- 2006: The Face of Love – Sparrow
- 2008: We Need Each Other – Sparrow
- 2010: Pieces of a Real Heart – Sparrow
- 2010: Pieces of Our Past: The Sanctus Real Anthology - Sparrow